# فرودگاه پرث
 فرودگاه پرث (به انگلیسی: Perth Airport) یک فرودگاه همگانی مسافربری با کد یاتا PER است که یک باند فرود آسفالت دارد و طول باند آن ۳۴۴۴ متر است. این فرودگاه در شهر پرت (استرالیا) کشور استرالیا قرار دارد و در ارتفاع ۲۰ متری از سطح دریا واقع شده‌است.

## شرکت‌های هواپیمایی و مقصدهای پروازی
As of November 2015, Perth Airport is served by 34 scheduled airlines flying to over 50 destinations. The following carriers operate to the following destinations: A total of 1258 scheduled domestic and regional flights arrive and depart from Perth Airport each week. On the international front, a total of 213 scheduled  international flights arrive and depart from Perth Airport each week.

### مسافری
| شرکت‌های هواپیمایی                     | مقصدهای پروازی |
| ------------------------------------- | --- |
| ایرآسیا ایکس                          | کوالالامپور |
| ایر موریشوس                           | سر سیوساگور رامگولام |
| ایر نیوزیلند                          | اوکلند Seasonal: کرایست‌چرچ |
| ایرنورث                               | Seasonal: داروین، کونونورا |
| الیانس ایرلاینز                       | چارتر: Barimunya، Cape Preston، Christmas Creek، Condewanna، East Jaurdi، کالگورلی-بولدر، کاراتا، لینستر، لئونورا، Mount Keith، نیومن، پارابوردو، پورت هدلند، Telfer، The Granites       |
| باتیک ایر                             | انگوراه رای |
| کاتای پاسیفیک                         | هنگ کنگ |
| هواپیمایی جنوبی چین                   | بایون گوآنگجو |
| Cobham                                | چارتر: Barrow Island، Kambalda، Granny Smith، Murrin Murrin |
| هواپیمایی امارات                      | دوبی |
| هواپیمایی اتحاد                       | ابوظبی |
| گارودا ایندونزیا                      | انگوراه رای، سوئکارنو-هتا |
| ایرآسیای اندونزی                      | انگوراه رای |
| جت‌استار                               | آدلاید, کنز, انگوراه رای، گولد کوست، ملبورن، چانگی سنگاپور، سیدنی |
| Jetstar Asia Airways                  | چانگی سنگاپور |
| مالزی ایرلاینز                        | کوتا کینابالو، کوالالامپور |
| مالیندو ایر                           | کوالالامپور |
| Maroomba Airlines                     | ماونت مگنیت |
| کانتاس                                | آدلاید، آلیس اسپرینگز، بریزبن، کانبرا، داروین، هیترو لندن (آغاز از ۲۴ مارس ۲۰۱۸)، ملبورن، چانگی سنگاپور، سیدنی Seasonal: اوکلند                                                          |
| کانتاس‌لینک اجرا توسط Cobham Aviation  | آدلاید، آلیس اسپرینگز, بروم، داروین، کالگورلی-بولدر، کاراتا, نیومن، پارابوردو، پورت هدلند                                                                                                |
| کانتاس‌لینک اجرا توسط Network Aviation | بروم، نیروی هوایی سلطنتی استرالیا در لیرمونت، جرالدتن، کالگورلی-بولدر، کاراتا، نیومن، پارابوردو، پورت هدلند چارتر: Christmas Creek، Cloudbreak، Coyote، Ginbata، لینستر، Morawa، Solomon |
| هواپیمایی قطر                         | حمد |
| رجیونال اکسپرس ایرلاینز               | آلبانی، اسپرانس |
| Scoot                                 | چانگی سنگاپور |
| سنگاپور ایرلاینز                      | چانگی سنگاپور |
| اسکیپرس اوییشن                        | Burnakura، Darlot-Centenary، کارنارون، Jundee، کالباری، لاورتن، Lawlers، لینستر، لئونورا، میکاتارا، خلیج کوسه، ماونت مگنیت، Plutonic، Sunrise Dam، ویلونا                                |
| هواپیمایی آفریقای جنوبی               | اولیور تامبو |
| تای ایرویز اینترنشنال                 | سووارنابومی |
| Tigerair Australia                    | بریزبن، ملبورن، سیدنی |
| ویرجین استرالیا                       | آدلاید، بریزبن، داروین، کاراتا، نیومن، ملبورن، پورت هدلند، سیدنی فصلی: کانبرا |
| ویرجین استرالیا رجیونال ایرلاینز      | بروم، جزیره کریسمس، جزایر کوکوس، جرالدتن، کالگورلی-بولدر، کاراتا، کونونورا، Onslow، پارابوردو، پورت هدلند                                                                                |

### باری
Many major cargo airlines operate regular visits to Perth Airport as Charter Flights. These include: Singapore Airlines Cargo, MAS Cargo, Emirates SkyCargo, Korean Air Cargo and Atlas Air.
| شرکت‌های هواپیمایی     | مقصدهای پروازی |
| --------------------- | -------------- |
| Australian airExpress | ملبورن         |
| Toll Priority         | بریزبن، ملبورن |

### Charter and mining airlines
These airlines provide regular charters for mining companies in Western Australia:
- Ad Astral Aviation
- AvWest
- Cobham
- Formula Aviation
- Maroomba Airlines
- Network Aviation
- اسکیپرس اوییشن
- ویرجین استرالیا رجیونال ایرلاینز
- Star Aviation
- Casair